# Infobright
Infobright è un fornitore commerciale di un sistema di basi di dato orientato alla colonna con una focalizzazione sui dati generati dalla macchina.
La società ha sede a Toronto (Canada). La maggior parte dei ricercatori e sviluppatori ha sede invece a Varsavia.
Infobright fu fondata nel 2005. Divenne una società open source nel settembre 2008, quando più pubblico il suo primo software con licenza libera. La società è finanziata da fondi di venture capital quali Flybridge Capital Partners, RBC Venture Partners, e Sun Microsystems.
Il database Infobright è integrato con MySQL, ma con i suoi strati proprietari di archiviazione dati e ottimizzazione delle query.

## Tecnologia
Infobright usa un approccio colonnare al progetto del database. Quando i dati sono caricati nella tabella, vengono spacchettati in gruppi di 216 righe, ulteriormente decomposti in pacchi di dati separati per ogni colonna.
Spacchettando ogni colonna nello stesso numero di righe, mantenendo la sua integrità con le altre colonne per lo stesso record. 
Per esempio: riga 1, colonna1 è il primo ingresso del primo pacchetto di dati per la colonna 1. La riga 1 e la colonna 2 è il primo ingresso per il primo pacchetto di dati della colonna 2.
Il livello di metadato (chiamato griglia di conoscenza della base di dato - Database Knowledge Grid) archivia informazione compatta sui contenuti e la relazione tra pacchetti di dati, rimpiazzando il concetto tradizionale di indice di una base di dati.